# Hai (bemannter Torpedo)
Der bemannte Torpedo Hai war ein einzelner Prototyp der deutschen Kriegsmarine, entwickelt gegen Ende des Zweiten Weltkrieges. Er gehörte zu den Kleinkampfverbänden der Kriegsmarine.

## Entwicklungsgeschichte
Der Hai wurde von Ernst-August Cornelius im Frühjahr 1945 als „Ein-Wege-Gerät“ konzipiert. Der Hai war keine völlige Neuentwicklung, sondern eine Weiterentwicklung des Marder. Er war gleichsam ein überlanger Marder, der aus einem Bug- und einem Heckteil mit zwei dazwischenliegenden Torpedomittelteilen bestand. Unter dem Rumpf war ein hängender Torpedo G7 befestigt.
Durch technische Weiterentwicklungen wurde im Vergleich zum Vorläufer eine Verdoppelung der Batteriekapazität erreicht. Dies erlaubte dem Hai eine geringfügig höhere Geschwindigkeit und eine größere Reichweite. Zusätzlich verfügte der Hai über ein Zusatz-Tiefenruder zum kurzzeitigen Tauchen sowie das Suchgerät Hase. Nach Fertigstellung des Prototyps wurde er bis zum 8. Mai 1945 ausgiebig getestet.
Bis zur bedingungslosen Kapitulation der Wehrmacht war man sich jedoch einig, dass der Hai aufgrund seiner Überlänge schlecht zu manövrieren und wenig seetauglich war. Es erfolgte keine Serienfertigung. Der Prototyp wurde bei Kriegsende zerstört, um ihn nicht in Feindeshand gelangen zu lassen.